# オットー・ランク

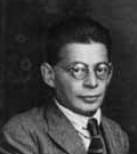
オットー・ランク

オットー・ランク（Otto Rank、(Otto Rosenfeld)、1884年4月22日 - 1939年10月31日）は、オーストリアの精神分析家。医師以外の精神分析家としては初めての人物である。
機械商として働いた。フロイトの著作に出会い精神分析に興味を抱いた。その後フロイト本人に出会い精神分析の道に進んだ。ランクは医師ではなかったものの、その才能をフロイトに評価され、20年間にわたりフロイトに最も近い存在の一人としてフロイト並びに精神分析を支えた。ランクの唱えた出産外傷説(en)が、エディプス学説と排反するという判断をフロイトからなされたこともあり、1926年パリに移住する（この経緯の複雑さについては「フロイトとの決裂」の項を参照のこと）。その死までの14年間にわたり、フランス及びアメリカで、講義（講演）、著作、心理療法に充実した活動を行った。

## フロイトの庇護下
オットー・ランクは、1884年4月ウイーンにユダヤ系のローゼンフェルト家の末子として生まれた。ランクというのは最初ペンネームとして使われ、1909年3月に正式の名前として採用された（Taft、1958）。イプセンの戯曲「人形の家」の登場人物、ランク博士から取ったといわれる（Halliwell、1999）。
1903年から1905年にかけて 『人間と物事に関する思索』と題されたノートに、書物、劇、音楽批評に加えて、自身の詩作などを書き綴った。ダーウィン、ショーペンハウエル、ドストエフスキー、ニーチェ、イプセンなどを読んだことが、このノートから知られる（Taft、1958）。
フロイトの精神分析についても熟知していたようで、1905年フロイトにDer Künstler（芸術家）と題された論文を送っている。アルフレッド・アドラーが間を取り持ったと推測されている（Rudnytsky、1984. Webster, 1995に拠ればアドラーはランクの実家のかかりつけの医師であったという）。ランクの才能を読み取ったフロイトは、医学系以外の大学に行くことを勧めると同時に、立ち上がったばかりの心理学水曜会（1902年設立、1908年にウイーン精神分析学会となる）の書記・秘書役として採用した。1912年、フロイトから経済的援助を受けながらランクはウイーン大学の哲学博士号を取得した。
1906年から1916年までの10年間はランクとフロイトの蜜月時代で、二人の仲は非常に親しく、共同の仕事もいくつかしている。1909年に出版されたランクのDer Mythus von der Geburt des Helden（英雄の誕生の神話） には、フロイトのDer Familieroman der Neurotikerと題された寄稿がある。1914年に出版されたDie Traumdeutung（夢判断）の第4版では、ランクが二つの章を担当している。この版から1929年までランクの名が共著者として表紙に記されている。
この間1912年に、フロイトは精神分析学会の中核として秘密の「委員会」を結成し、運動の結束を強めようとした。中核グループ結成のアイディアは、フロイトと一時は後継者とされていたユングとの論争に会の崩壊の可能性を見たアーネスト・ジョーンズがフロイトに進言したものである。フロイト自身も自ら亡き後の精神分析学会の行く末を案じていたので、ジョーンズの案を採用した（Webster、1995: 390-391）。1915年から1918年にかけてランクは国際精神分析協会の初代幹事を務めた。
当初のメンバーとして選ばれたのは、カール・アブラハム、サンドール・フェレンチ、アーネスト・ジョーンズ、ハンス・サックス、そしてオットー・ランクだった（マックス・アイティゴンは1919年に加わる）。「委員会」のメンバーには、フロイトからインタリオと呼ばれる彫り込み宝飾ののった金の指輪が贈られた。メンバーのうちランクとサックスが医学系の学位を持っていなかった。非医学系だったランクとサックスは親交を深め、1912年に雑誌ImagoとInternationale Zeitschrift für ärztliche Psychoanalyse を創刊した（サックスは1939年に米国でAmerican Imagoを立ち上げた）。
第一次世界大戦が勃発し、ランクは兵役訓練に取られたが、編集の腕を買われ1916年から1918年の2年間、ポーランドでKrakauer Zeitungという軍隊新聞の編集をすることになる。

## フロイトとの決別
実の父子よりも信頼し敬愛し合ってきたランクとフロイトの関係が悪化するのは、1919年にランクがポーランドからウイーンに戻ってから後のことだ。決別の背景は複雑で、過度の単純化は却って真相から遠のく結果になるかも知れない。ここでは決別の原因になったと考えられるいくつかの事実を羅列するに留める。
1. ランクは、ウイーンに住んでいたこともあって「委員会」のメンバーの中で特にフロイトに近く、それだけに他のメンバーからの羨望を受ける立場にいた。
2. ランクとサックス以外の「委員会」のメンバーは医学の学位を持っていた。
3. 徐々に形作られてきたランクの理論はフロイトの理論と根幹において異なるものであった（詳細は「ランク理論とその影響」のセクションを参照）。要約すれば、ランクの理論は母と子供の関係に、フロイトの場合は父と息子に焦点を置く。フロイトが性的な欲望の抑圧というアイディアに囚われたのに対して、ランクにとっては誕生の時から始まる死への恐れと不死への欲求が人間の実存的な問題となる。
4. しかし、フロイト自身がランクとの理論の違いにそれほどこだわっていたという証拠はない。フロイトが、ランクのDas Trauma der Geburt（出生のトラウマ）のアイディアを耳にした時、フロイトは「精神分析に発見以来もっとも重要な進歩だ」といったと伝えられる（Kramer, 1996: 12）。1923年に原稿を読んだ時も（出版は1924年）、フロイトの評価は賞賛と態度保留の間を揺れていた（Webster, 1995: 393）。
5. 「委員会」の他のメンバー、アブラハムとジョーンズは、ランクの理論がフロイトの理論を否定するものであることを読み取り、『出生のトラウマ』を強く批判した。強硬派に説得されて、フロイト自身も最終的にこれに賛同することになる。

## ランク理論とその影響
アメリカにおける存在論的心理療法のパイオニアであるロロ・メイはランクの講義や著作に影響を受けており、ランクをその先駆者として位置づけていた。1936年には、カール・ロジャーズが、ランクの存在論的関係論的な療法のモデルに関する一連の講義を依頼している。その結果、ロジャーズのクライエント中心療法の形成にもランクの考え方が大きく影響することとなった。